# 基地経済
基地経済（きちけいざい）とは、軍事基地などを設置する事で発生する雇用や消費、借用、事業者との契約などの経済効果を指す。

## 各国の基地経済

### アメリカ合衆国
- 国防総省経済調整局（OEA）の分析によると  、同省は2015年度に給与と事業者などとの契約に4080億ドルを費やしており、これは米国の国内総生産（GDP）の約2.3％に相当する。支出額が最も高かったのはバージニア州で、次にカリフォルニア州、テキサス州、メリーランド州、フロリダ州が続いた。州のGDPに占める国防費の割合が最も大きいのはバージニア州で11.8％、次いでハワイ州の9.9％であり、基地経済の影響は大きい[2]

### ジブチ共和国
- 建国以前からフランス軍が大規模な基地を置いており、この駐留による利益も経済の大きな部分を占めている。要衝にあり、インフラがある程度整っている上に政治的にも周辺諸国に比べれば比較的安定しているために、周辺で国際的な軍事介入が必要となった場合や外国人脱出の拠点として使用されることが多く、1991年の湾岸戦争や1992年－1995年の国連ソマリア活動などでは輸送拠点となった。ソマリア沖の海賊が活発化すると、フランス以外の国家も続々とジブチに基地を設け、その利用料収入もジブチ経済にとって重要なものとなった[要出典]

### 大韓民国
- 韓国のピョンテク米軍基地では基地の移転に伴う総事業費が18兆ウォン以上、そして共に移転してくる兵士、家族、防衛関連産業事業者は20万人以上とされ、ピョンテク市経済において大きな変化をもたらすとされている。これにより雇用創出や地域住民の所得増加、基地周辺の飲食店などの売上増加などが見込まれている[3]
- 済州市の海軍基地計画では基地建設に伴う経済効果として、兵士と家族を含む約7千500人の人口が増え、住民税など各種地方税納付で年間10億ウォン以上の税収が増加すると試算した[4]

### フィリピン共和国
- フィリピンはかつて米国の植民地であり、第二次世界大戦後も米軍の基地が多数存在していた。しかし、1991年に国内情勢の影響もありフィリピン政府は米軍との基地協定を更新しなかった。その後、フィリピンは基地跡地を経済特区に転換し、貿易や投資を促進し、15万人の雇用を生み出した[5]

## 意見

### 肯定的意見
- 沖縄県において令和元年度の「米軍基地関連収入」は、軍雇用所得540億円、軍用地料881億円、米軍などへの財・サ－ビスの提供1127億円、その他163億円の合計2712億円あり、安定的に税収の確保、経済に寄与する[6]
- 国有提供施設等所在市町村助成交付金に関する法律などに基づき国からの財政支援を見込める
- 沖縄県においては米軍施設で働く人の数は9000人近くおり、これは沖縄県庁に次ぐ第二位であり、沖縄県の雇用創出に貢献している[7]
- 軍人や自衛官などがその地域に移住する事によって地域活性化や人口増につながる[8]
- ジブチにおいては基地を設置した事による周辺地域の安定化などにより貿易額が大幅に増加している[9]
- 基地設置によりインフラ整備が見込まれる

### 批判的意見
- 沖縄県においては基地への経済依存度は年々低下しており、基地を無くした方がより経済発展を望める[6]
- 基地はそもそも経済活動を主な目的とした施設ではないため、経済的な生産規模を拡大させる潜在力に乏しく、また土地利用にひずみをもたらすなど、経済的に非効率的[6]
- 軍人などが定住するわけではないので、一過性に過ぎない